# Ceratoscopelus warmingii
Ceratoscopelus warmingii es un pez linterna de la familia Myctophidae que habita a profundidades de entre 700 y 1500 metros durante el día y entre 20 y 200 metros por la noche. Su longitud es de unos 8 centímetros.
Esta especie fue descrita en 1892 por Christian Frederik Lütken.